# Gündeş, Çukurca
Gündeş là một xã thuộc huyện Çukurca, tỉnh Hakkâri, Thổ Nhĩ Kỳ. Dân số thời điểm năm 2011 là 2.125 người.